# Nudochernes wittei
Nudochernes wittei es una especie de arácnido  del orden Pseudoscorpionida de la familia Chernetidae.

## Distribución geográfica
Se encuentra en la República Democrática del Congo.